# Jurij Bannikow
Jurij Ołeksandrowycz Bannikow ukr. Юрій Олександрович Банніков (ur. 28 sierpnia 1938 w Czerkasach) – ukraiński ekonomista, polityk, minister gospodarki Ukrainy w 1993 roku.

## Życiorys
Po ukończeniu Państwowego Instytutu Radiotechnicznego w Riazanie pracował w biurach projektowych, instytucie badawczym jako inżynier, kierownik działu oraz laboratorium. W 1977 roku rozpoczął pracę w Ministerstwie Budowy Maszyn Ogólnych, od 1980 roku został dyrektorem Smelańskiego Zakładu Instrumentów Radiowych. W 1993 roku został ministrem gospodarki Ukrainy w rządzie Łeonida Kuczmy.
Od 1993 – dyrektor Smelańskiego Zakładu Instrumentów Radiowych „Orizon”.
Przewodniczący Rady Dyrektorów Concern Energy JSC.

## Odznaczenia
- Order Czerwonego Sztandaru Pracy[4]
- Order Rewolucji Październikowej[4]
- Order „Znak Honoru”[4]
- Medal jubileuszowy „W upamiętnieniu 100-lecia urodzin Władimira Iljicza Lenina”[4]

W 2000 roku uzyskał tytuł honorowego obywatela miasta Smiła.